# Team Europcar/2011
Deze pagina geeft een overzicht van de Team Europcar wielerploeg in  2011.

## Algemeen
Sponsor: Europcar
Manager: Jean-René Bernaudeau
Ploegleiders: Dominique Arnould, Ismaël Mottier, Jean-Francois Rodriguez, Didier Rous
Fietsen: Time
Banden: Michelin

## Renners
| Naam                | Geboortedatum | Nationaliteit | Ploeg 2010                |
| ------------------- | ------------- | ------------- | ------------------------- |
| Yukiya Arashiro     | 22-09-1984    | Japan         |                           |
| Giovanni Bernaudeau | 25-08-1983    | Frankrijk     |                           |
| Franck Bouyer       | 17-03-1974    | Frankrijk     |                           |
| Anthony Charteau    | 04-06-1979    | Frankrijk     |                           |
| Sébastien Chavanel  | 21-03-1981    | Frankrijk     | Française des Jeux        |
| Mathieu Claude      | 17-03-1983    | Frankrijk     |                           |
| Jérôme Cousin       | 05-06-1989    | Frankrijk     |                           |
| Guillaume Le Floch  | 16-02-1985    | Frankrijk     |                           |
| Damien Gaudin       | 20-08-1986    | Frankrijk     |                           |
| Cyril Gautier       | 26-09-1987    | Frankrijk     |                           |
| Yohann Gène         | 25-06-1981    | Frankrijk     |                           |
| Saïd Haddou         | 23-11-1982    | Frankrijk     |                           |
| Tony Hurel          | 01-11-1987    | Frankrijk     | Française des Jeux        |
| Vincent Jérôme      | 26-11-1984    | Frankrijk     |                           |
| Christophe Kern     | 18-01-1981    | Frankrijk     | Cofidis                   |
| Alexandre Pichot    | 06-02-1983    | Frankrijk     |                           |
| Perrig Quéméneur    | 26-04-1984    | Frankrijk     |                           |
| Kevin Reza          | 18-05-1988    | Frankrijk     |                           |
| Pierre Rolland      | 10-10-1986    | Frankrijk     |                           |
| Sébastien Turgot    | 11-04-1984    | Frankrijk     |                           |
| David Veilleux      | 26-11-1987    | Canada        | Kelly Benefiet Strategies |
| Thomas Voeckler     | 22-06-1979    | Frankrijk     |                           |

## Belangrijke overwinningen
| Ronde van Gabon 2e etappe: Yohann Gène 5e etappe: Yohann Gène Eindklassement: Anthony Charteau Ster van Bessèges 5e etappe: Saïd Haddou Ronde van de Middellandse Zee 1e etappe: Thomas Voeckler Ronde van de Haut-Var Eindklassement: Thomas Voeckler Parijs-Nice 4e etappe: Thomas Voeckler 8e etappe: Thomas Voeckler | GP Cholet Winnaar: Thomas Voeckler Tro Bro Léon Winnaar: Vincent Jérôme Ronde van Trentino 2e etappe: Thomas Voeckler Vierdaagse van Duinkerke 4e etappe: Thomas Voeckler Eindklassement: Thomas Voeckler Omloop van Lotharingen 2e etappe: Sébastien Chavanel Boucles de la Mayenne proloog: Sébastien Turgot | Critérium du Dauphiné 5e etappe: Christophe Kern Route du Sud 2e etappe: Anthony Charteau NK Frankrijk Tijdrit: Christophe Kern Ronde van Frankrijk 19e etappe: Pierre Rolland |

2000 · 2001 · 2002 · 2003 · 2004 · 2005 · 2006 · 2007 · 2008 · 2009 · 2010 · 2011 · 2012 · 2013 · 2014 · 2015 · 2016 · 2017 · 2018 · 2019 · 2020 · 2021 · 2022 · 2023 · 2024 · 2025